# Ягдфельд, Григорий Борисович
Григо́рий Бори́сович Ягдфельд (24 августа (6 сентября) 1908, Луга — 11 января 1992, Санкт-Петербург) — советский драматург, киносценарист и детский писатель.

## Биография
Родился 24 августа (6 сентября) 1908 года в городе Луга в семье земского врача. В 1909 году, в возрасте восьми месяцев, вместе с родителями переехал в Санкт-Петербург. Учился в Ленинградской консерватории по классу скрипки.
В 1926—1930 годах учился на Высших курсах искусствоведения при Ленинградском институте истории искусств, окончив их с дипломом киносценариста. Член Ассоциации работников революционной кинематограф (1933). Помимо работы в кино писал сценарии для цирковых спектаклей, карнавалов, народных зрелищ (в том числе для празднества по случаю 20-летия Октябрьской революции в Москве), балетные либретто.
После вышедшего в 1946 году постановления ЦК «О журналах „Звезда“ и „Ленинград“», в котором упоминалась его пьеса «Дорога времени», спектакли и фильмы по пьесам и сценариям Ягдфельда были запрещены к постановке, а в печати его имя употреблялось только с оскорбительными ярлыками. Вдобавок «Дорогу времени» перевели и поставили в Великобритании, что доставило автору дополнительные неприятности. До смерти Сталина ему приходилось печататься под псевдонимами. Он сотрудничал в газете «Вечерний Ленинград», сочинял номера для артистов пантомимы, цирка и эстрады, постановок на радио.
В 1958 году познакомился со своей будущей женой Галиной, с которой прожил до конца жизни.
Член Союза писателей (1945), Союза кинематографистов (Ленинградское отделение) (1957).
Умер 11 января 1992 года. Похоронен на Еврейском кладбище в Санкт-Петербурге.
Упоминания о Григории Ягдфельде есть в письмах Н. В. Богословского, Э. В. Брагинского, Э. П. Гарина, Я. Жеймо, З. Я. Корогодского, Е. П. Корчагиной-Александровской, В. Ф. Пановой, М. И. Ромма, А. А. Рох, В. И. Стржельчика, Е. И. Тиме, Л. З. Трауберга, И. А. Фрэза, Н. К. Черкасова, Ф. М. Эрмлера, С. И. Юткевича.
Произведения Григория Ягдфельда переведены на 58 языков народов мира.
В Ленинграде проживал по адресу ул. Чапыгина, д. 1.

## Сочинения

### Пьесы
- «Дорога времени» (1945)
- «Дорога мечтаний» (в соавторстве с Д. Даром, 1956)
- «Музыка ночью» (1980)
- «Коронный удар»
- «Двенадцать салютов»
- «Ключ к сновидениям»

и другие

### Водевили
- «Игра с огнём»
- «Жених с вариантами»
- «Скандальная хроника»

и другие

### Либретто
- «Сказка о мёртвой царевне и семи богатырях» (балет поставлен в 1954 году)
- «Коппелия» (новое либретто к балету Делиба)

## Фильмография
- 1931 — На уровне тротуара (эксцентрический фильм-сказка; не сохранился)
- 1937 — Серебряный дождь (мультфильм)
- 1938 — Чудесный светофор (мультфильм)
- 1938 — Весёлые артисты
- 1941 — Приключения Корзинкиной
- 1956 — Девочка и крокодил
- 1957 — Легенда о ледяном сердце  (совместно с В. Витковичем)
- 1958 — Сампо  (совместно с В. Витковичем, В. Кауконеном)
- 1959 — Снежная сказка (совместно с В. Витковичем)
- 1963 — Внимание! В городе волшебник! (совместно с В. Витковичем)
- 1966 — Удивительная история, похожая на сказку
- 1967 — Волшебная лампа Аладдина (совестно с В. Витковичем)
- 1967 — Дмитрий Шостакович (документальный)
- 1970 — Весёлое волшебство
- 1976 — Русалочка (совместно с В. Витковичем)

## Избранная библиография
- «Дорога времени», («Звезда», 1945, № 10/11 с.116—134)
- «Дорога мечтаний», романтическая драма в трёх действиях, М., 1956
- «Катя и крокодил» (в соавторстве с Н. Гернет), киноповесть, Л., 1957
- «Сказка о малярной кисти» (в соавторстве с В. Витковичем), М., 1957
- «Сампо» (в соавторстве с В. Витковичем), киносценарий, М., 1958
- «Сказка среди бела дня» (в соавторстве с В. Витковичем), М.,1959
- «День чудес. Смешные сказки» (в соавторстве с В. Витковичем) Л,, Детгиз, 1961
- «Катя и чудеса» (в соавторстве с Н. Гернет), сказка для театра, Л., Детгиз 1963
- «Пропал дракон»(в соавторстве с Н. Гернет), киноповесть для детей, Л., 1968
- «Солнечный зайчик» (в соавторстве с Н. Гернет), сказка для театра, М., 1970
- «Игра на рассвете» (в соавторстве с В. Витковичем), киносказки, изд. «Искусство», М., 1971
- «Катя и чудеса» (в соавторстве с Н. Гернет), пьеса-сказка (новая редакция), 1975
- «Лида и дракон» (в соавторстве с Н. Гернет), комедия для детей в двух действиях, М., 1976
- «Музыка ночью», пьеса, М., 1980 (новая версия «Дороги времени»)
- «Трое на ринге», спортивная идиллия, М., 1980
- «Картинки улетевшей юности», пьеса в пяти частях, М., 1981 (новая версия пьесы 1946 года «Бестолковый дом»)
- «Воздушный замок», Сказка XX век, М., 1986 (новая версия пьесы 1946 года «Наивная симфония»)
- «Кукольная комедия» (в соавторстве с В. Витковичем)
- «Невидимый Ромео», петербургская фантазия («Нева» № 12, 1990 г., с.30—48)
- Рассказы // Васильевский остров. Альманах. Выпуск 1 (1991)